# The Sims 4: День Стирки
The Sims 4: День Стирки (англ. The Sims 4: Laundry Day) — каталог, выпущенный для игры The Sims 4. Ключевая особенность — возможность несколькими способами заниматься стиркой одежды. Тема для каталога была выбрана по итогам онлайн-голосования

## Игровой процесс
Каталог вводит механику стирки белья. Когда сим меняет одежду, на участке автоматически появляется грязное бельё, которое нужно стирать. При наличии корзины для белья, грязная одежда будет накапливаться в ней. «День Стирки» предлагает стиральные машинки, а также таз для стирки для традиционного способа стирки белья вручную. Постиранное бельё затем требуется развешивать на сушилке. Если слишком долго не стирать одежду или на долго оставить мокрую одежду, она начнёт источать дурные запахи. 
Каталог вводит коллекцию одежды и предметов в повседневном стиле, коллекцию шкафов, полок, платья в стиле бохо и мебель из ротанга.

## Разработка и выход
Каталог «День Стирки» разрабатывался по итогам голосования по теме каталога среди интернет-пользователей в 2017 году. Среди идей для каталога в голосовании присутствовали «Starter Home Stuff», «Arcade Stuff», «Dangerous Stuff» и «Wedding Stuff». Голосование делилось на несколько этапов. Определившись с основной темой, игроки затем могли голосовать за стиль предметов, одежды и детали игрового процесса. Ход разработки освещался в блоге симгру SimGuruGraham, он в том числе освещал все этапы разработки, присущие для любого DLC от работы над концепт-артом до технической реализации. Процесс разработки и опросы вызывали споры среди некоторых фанатов, заметивших, что за это время тема каталога «сдвинулась» с эко-тематики в сторону стирки. Разработчики для избегания в будущем подобной проблемы немного сменили формат опросов при разработке «Нарядных ниток». Вместе с каталогом в The Sims 4 была добавлена перезаписанная на симлише песня — Fleeb Fwo от Рэни Шокне, которую можно послушать на станции поп-музыки.
Каталог вышел 16 января для персональных компьютеров и 14 августа на Xbox One и PlayStation 4. День Стирки в итоге стал одним из самых любимых каталогов у сим-сообщества.

## Восприятие
Кристина Эбанез с сайта Digital Spy заметила, что «День Стирки» добавляет больше реализма в The Sims 4 и подогревает у игроков интерес к процессе стирки, которая в реальной жизни утомляет. Такие простые и очевидные детали, как стирка идеально подходят для серии. Каталог также оценят те, кто любит воспроизводить сельский образ жизни.
Шайна Джоси с сайта Gamerant оценила добавленные с каталогом коллекции предметов и одежды, а также заметила, что «День Стирки» отлично подходит для The Sims 4, которую ругали за нехватку игровых систем. Лейси Вомак, другой редактор сайта заметила, что «День Стирки» доказывает, что домашние дела могут стать весельем, она также оценила коллекцию уникальных предметов декора. 
Хэлен Эешфорт с сайта The Gamer заметила, что «День Стирки» добавляет в игру больше реализма не только за счёт наличия стиральных машинок, но и благодаря коллекции предметов, для которых свойственна универсальность. Разнообразные полки и предметы для прачечной отлично впишутся в «неудобные» коридоры и кладовые. 